# سلوى لوست بولبينة
سلوى لوست بولبينة (مواليد 22 يونيو 1957)، (بالفرنسية: Seloua Luste Boulbina) هي فيلسوفة فرنسية جزائرية. شغلت منصب مديرة برنامج في الكلية الدولية للفلسفة من 2010، وحتى 2016، وتخصصت في دراسات ما بعد الاستعمارية.

## السيرة
ولدت سلوى في فرنسا لأم فرنسية وأب جزائري. استقرت عائلتها فيما بعد في الجزائر؛ حيث كان والدها محاميا لجبهة التحرير الوطني. كانت الجزائر قد حصلت على استقلالها للتو. عادت سلوى إلى فرنسا لمواصلة تعليمها العالي. حصلت على درجة جامعية في الفلسفة. درّست النظرية السياسية في معهد الدراسات السياسية بباريس من 1990 إلى 2005. كانت مديرة برنامج في الكلية الدولية للفلسفة من 2010 إلى 2016.

## الأنشطة البحثية والتحريرية
- في 1998، ناقشت سلوى لوست بولبينة رسالة الدكتوراه التي قدمتها في العلوم السياسية عن "الرمزية السياسية للأعمال الرئيسية للرئيس ميتران a symbolique politique des grands travaux du président Mitterrand" في جامعة بانتيون سوربون.[15]
- في "أفريقيا وأشباحها L'Afrique et ses fantômes" تتأمل سلوى لوست بولبينة التطور الذي شهدته أفريقيا فيما بعد الاستعمار، والبصمة المادية والفكرية والنفسية التي خلفها هذا الاستعمار في البلدان المستعمرة.
- في "المرايا المتشردة أو التحرر من كولونيالية المعارف Les miroirs vagabonds ou la décolonisation des savoirs" دعت سلوى لوست بولبينة قرائها للتوقف عن اعتبار الغرب نموذجا مثاليا ينبغي اتباعه.[16] كما أبدت تأملاتها عن التعبير الأدبي والفني.[17]

## روابط خارجية
- سلوى لوست بولبينة على موقع كايرن.إنفو
- سلوى لوست بولبينة على موقع أفريكولتوريس
- سلوى لوست بولبينة على موقع المحدد المعياري الدولي للأسماء